# Nickeldisulfid
Nickeldisulfid ist eine anorganische chemische Verbindung des Nickels aus der Gruppe der Disulfide.

## Vorkommen
Nickeldisulfid kommt natürlich in Form des Minerals Vaesit vor.

## Gewinnung und Darstellung
Nickeldisulfid kann durch Reaktion von Nickel(II)-sulfid mit Schwefel bei 450 °C gewonnen werden.
{\displaystyle \mathrm {NiS+S\longrightarrow NiS_{2}} }

## Eigenschaften
Nickeldisulfid ist ein antiferromagnetischer schwarzer geruchloser Feststoff, der in Wasser unlöslich ist. In Salpetersäure wird er unter Zersetzung gelöst. Es ist auch im trockenen Zustand luftempfindlich, wobei sich Schwefeldioxid bildet, das am Präparat teilweise adsorbiert bleibt. Es besitzt eine Kristallstruktur vom Pyrit-Typ mit der Raumgruppe Pa3 (Raumgruppen-Nr. 205) und dem Gitterparameter a = 552,4 pm. Die Verbindung kann Schwefel in das Gitter einbauen. Er ist mit Eisen(II)- und Cobaltdisulfid Isomorph.